# Социална революция
Под социална революция може да се разбират различни понятия в зависимост от субективната отправна точка за обяснение на явлението.
Най-разпространеното от тези понятия е марксическо-троцкисткото, в което терминът „социална революция“ се отнася до обществен катаклизъм, при който настъпва радикална трасформация на една собственост в друга – примерно национализация на собствеността на „господстващата и управляваща класа“ в Русия в резултат от най-известната революция – Октомврийската. Като правило, според марксическата теория и ленинска практика, вследствие от/на социалните революции имуществото на „експлотиращата господстваща класа“ преминава в ръцете на държавата, управлявана вече от „експлоатираната угнетена класа“.